# Villa Cortese

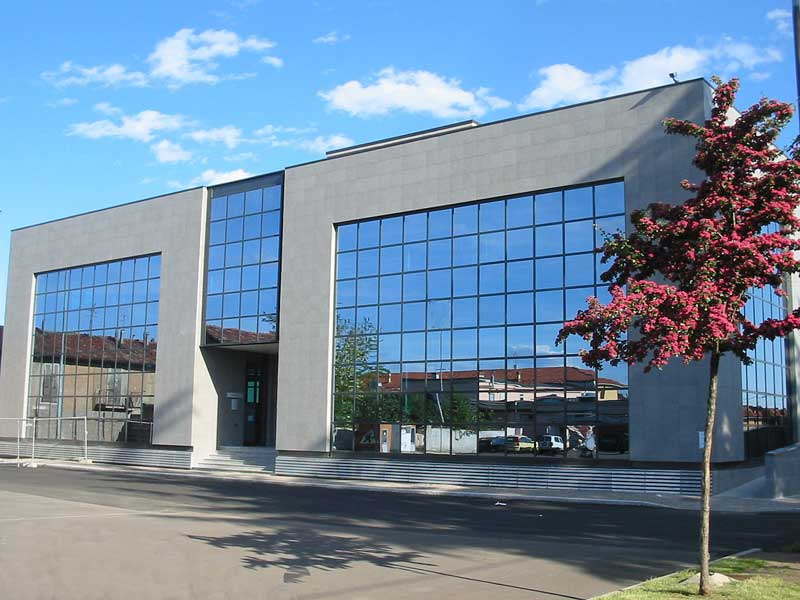
Stadtverwaltung von Villacortese

Villa Cortese ist eine Stadt mit 6225 Einwohnern (Stand 31. Dezember 2023) in der Metropolitanstadt Mailand in der Lombardei. Sie liegt etwa 25 km nordwestlich von Mailand.
Villa Cortese hat eine Fläche von 3,6 km². Die Nachbargemeinden sind Legnano, San Giorgio su Legnano, Dairago und Busto Garolfo.